# Bow wow
Bow Wow (рок-група) — японський гурт, що грав у стилях хард-рок та хеві-метал, заснований у 1975 році. У 1984 році група змінила свою назву на Vow Wow перед переїздом до Англії у 1987 році. Розпалася у 1990 році. Гітарист та вокаліст Кьодзі Ямамото у 1995 році повністю оновив склад Bow Wow, до того, як оригінальні учасники Міцухіро Сайто та Тосіхіро Ніімі приєдналися до нього на три роки пізніше.
Найбільш комерційно успішним альбомом у Японії став Mountain Top (1990), який сягнув 16-ї сходинки чарту Oricon, а найуспішнішим синглом — «Tell Me». В інших країнах світу найуспішнішим був альбом Helter Skelter, який досягнув 75-го номера UK Albums Chart.

## Склад групи

### Bow Wow
- Кьодзі Ямамото (яп. 山本恭司) — вокал, гітара (1975—1983, 1998–наш час); гітара, бек-вокал (1995—1997)
- Міцухіро Сайто (яп. 斉藤光浩) — гітара, вокал (1975—1983, 1998–наш час)
- Тосіхіро Ніімі (яп. 新美俊宏) — ударні (1975—1983, 1998–наш час)
- Дайсуке Кіцува — бас (1998–наш час, підтримка)

### Колишні члени гурту
- Кендзі Сано (яп. 佐野賢二) — бас (1975—1983)
- Тецуя Хоріе (яп. 堀江哲也) — вокал (1995—1997)
- Хіросі Яегасі (яп. 八重樫浩士) — Ритм-гітара (1995—1997)
- Сьотаро Міцудзоно (яп. 満園庄太郎) — бас (1995—1997)
- Ейдзі Міцудзоно (яп. 満園英二) — ударні (1995—1997)

### Vow Wow
- Генкі Хітомі (яп. 人見元基) — вокал (1984—1990, 2009, 2010)
- Кьодзі Ямамото — гітара, бек-вокал (1984—1990, 2009, 2010)
- Тосіхіро Ніімі — ударні (1984—1990, 2009, 2010)
- Рей Ацумі (яп. 厚見玲衣) — клавішні (1984—1990, 2009, 2010)
- Марк Гоулд — бас (1990)

### Колишні члени гурту
- Кендзі Сано — бас (1984—1987)
- Ніл Мюррей — бас (1987—1990)

## Дискографія

### Як Bow Wow
Студійні альбоми
- Bow Wow (1976)
- Signal Fire (1977)
- Charge (1977)
- Guarantee (1978)
- Glorious Road (1980)
- Telephone (1980)
- Hard Dog (1981)
- Asian Volcano (1982)
- Warning from Stardust (1982)
- Bow Wow # 1 (1995)
- Led by the Sun (1996)
- Beyond (2000)
- Another Place (2001)
- What's Going On? (2002)
- Era (2005)

### EP
- Bow Wow No. 0 (1995)
- Still on Fire (1998)

### Сингли
- «Volume On» (1976)
- «Still» (1977)
- "Sabishii Yuugi (1978)
- «Hoshii no wa Omae Dake» (1979)
- «Wasurekaketeta Love Song» (1980)
- «Rainy Train» (1980)
- «Keep on Rockin'» (1980)
- «Soldier in the Space» (1980)
- «Gonna be Alright» (1981)
- «Take Me Away» (1982)
- «Forever» (1983)
- «You're Mine» (1983)
- «One Last Time» (2002)
- «King or Queen» (2014)

### Лайв-альбоми
- Super Live (1978)
- Holy Expedition (1983)
- Live Explosion 1999 (1999)
- Super Live 2004 (2005)

### Збірки
- The Bow Wow (1979)
- Locus 1976—1983 (1986)
- Back (1998)
- Ancient Dreams (1999)
- The Bow Wow II Decennium (2008)
- XXXV (2011)

### Саундтреки
- Kumikyoku X Bomber (яп. 組曲Xボンバー) (1980, ТВ серіал X-Bomber)

### Студійні альбоми
- Beat of Metal Motion (1984)
- Cyclone (1985), Oricon Найвища позиція Albums Chart : № 300[2]
- III (1986) № 275[2]
- V (1987)
- Vibe (Helter Skelter[3][4] у Великій Британії) (1988), Японія Найвища позиція Album Chart : № 19[2] / Англія Найвища позиція Albums Chart: № 75[1]
- Mountain Top (1990) № 16[2]

### EP
- Don't Leave Me Now (1987)
- Revive (1987)
- Rock Me Now (1988)
- I Feel the Power (1989)

### Сингли
- «Beat of Metal Motion» (1984)
- «U.S.A.» (1985)
- «Don't Leave Me Now» (1987)
- «Rock Me Now» (1988)
- «Cry No More» (1988)
- «Don't Tell Me Lies» (1988)
- «Helter Skelter» (1989)
- «I Feel the Power» (1989)
- «Tell Me» (1990), Найвища позиція чарту Oricon Singles Chart: № 23[5]

### Лайв-альбоми
- Hard Rock Night (1986)
- Vow Wow Live (1986)
- Majestic Night (1989)

### Збірки
- Shockwaves (1986)
- Vow Wow (1988)
- Legacy (1990) № 60[2]
- Best Now (1992)
- Twin Best (1996)
- Super Best ~Rock Me Forever~ (2006) № 286[2]
- The Vox (2007, 8CD+DVD)

## Відеографія

### Як Bow Wow
- The Live Empire (2003)
- Live Explosion 1999 (2003)
- 2003.3.22 Live (2003)
- Rock to the Future 2002 Bow Wow vs XYZ→A (2003)
- Super Live 2004 (2005)
- Super Live 2005 (2006)
- Super Live 2006 (2007)
- Super Live 2007 (2008)
- Super Live 2009 (2010)
- Super Live 2011 (2012)

### Як Vow Wow
- Visions (1985, VHS), Найвища позиція чарту Oricon DVD : № 116[6]
- Live (1986, VHS) № 75[6]
- Live in the U.K. (1989, VHS) № 80[6]
- Japan Live 1990 at Budokan (1990, VHS) № 88[6]

Кожна з VHS була знов випущена на DVD 14 червня 2006.